# Алумине (город)
Алумине́ (исп. Aluminé) — город и муниципалитет в департаменте Алумине провинции Неукен (Аргентина), административный центр департамента.

## История
Во время кампании аргентинской армии по изгнанию индейцев, вошедшей в историю как «Завоевание пустыни», здесь был сооружён форт Пасо-де-лос-Андес, возле которого с 1884 года начали селиться переселенцы. 20 октября 1915 года в результате административной реформы Национальная территория Неукен была разделена на 16 департаментов, одним из которых стал департамент Алумине, а этот населённый пункт стал местом размещения его органов власти.